# 애스턴 메리골드
애스턴 메리골드(Aston Merrygold, 1988년 2월 13일 ~ )는 잉글랜드의 싱어송라이터이다.